# あたらよ
あたらよは、東京を中心に活動する日本の3人組バンド。2019年9月に結成。キャッチコピーは「悲しみをたべて育つバンド。」グループ名の「あたらよ」は「明けるのが惜しいほど美しい夜」という意味の「可惜夜（あたらよ）」に由来している。

## 概要
ボーカル・ギター担当のひとみを中心に作詞、 作曲を行い、アートワークや映像もセルフプロデュースしている。

## メンバー
| 現メンバー | 担当             |
| ---------- | ---------------- |
| ひとみ     | ボーカル・ギター |
| まーしー   | ギター           |
| たけお     | ベース           |

| 元メンバー | 担当     |
| ---------- | -------- |
| たなぱい   | ドラムス |

## 略歴
- 2019年
  - シンガーソングライターとして活動していたVo.ひとみ(Tommy)の楽曲「10月無口な君を忘れる」をTwitterで聴き、その曲に惚れ込んだGt.まーしーがバンドに誘う。ひとみはこれを快諾し、初めの1ヶ月ほどベース担当を探しつつバンド活動を始める。そして、メンバー共通の知り合いベーシストでアレンジ能力があったBa.たけおが本格的にメンバーに加入し、「あたらよ」結成。

- 2020年
  - 11月、YouTubeに初のオリジナル楽曲「10月無口な君を忘れる」を投稿し、活動を開始。
- 2021年
  - 1月、「10月無口な君を忘れる」が YouTubeで公開後、100 万回再生突破。
  - 3月、「10月無口な君を忘れる」の配信リリースを開始し、TikTok 人気急上昇チャート1位、Spotify 急上昇チャート2位、LINE MUSICデイリー1位などを獲得。
  - 4月、2nd シングル「晴るる」をリリース。
  - 5月、「10月無口な君を忘れる」がSpotify 「日本バイラルチャート」1位を獲得し、MVがYouTubeで2000万再生突破。
  - 8月、THE FIRST TAKEにて、「10月無口な君を忘れる」の歌唱動画を公開[4]。
  - 9月3日、初めてのあたらよ Premium Live「夜明け前」をTOKIO TOKYOで開催。「10月無口な君を忘れる」をライブ初披露。
  - 9月、THE FIRST TAKEにて、「夏霞」の歌唱動画を公開[5]。
  - 12月、LINE MUSIC「トレンドアワード」に選出、AWA「2021年配信開始アーティストランキング」3位、Spotify「Best J-Hits 2021」選出、Amazon Music「2021年人気急上昇アーティスト」選出、JOYSOUND「2021年発売曲カラオケ総合ランキング」ランクイン、渋谷トレンドリサーチ「高校生が選ぶ今年一番流行ったと思うランキング」にランクインした。
  - 12月31日、日本武道館で開催の『ももいろ歌合戦』（BS日テレ・ニッポン放送・ABEMAなどが生中継）の「今年の顔」コーナーに初出場。
- 2022年
  - 1月、バズリズム02「これがバズるぞ!2022」、日経エンタテインメント「2022年の新主役100人」、週刊朝日「今年”絶対くる”100人」に選出。
  - 1月26日、「純猥談」とのコラボ楽曲「知りたくなかった、失うのなら」を配信。投稿数1万件超の純猥談の中から、あたらよが選んだストーリーを元に書き下ろした”できれば一生共感したくなかった失恋ソング”となっている。
  - 3月23日、1stアルバム「極夜において月は語らず」をリリース。
  - 5月、あたらよ1st Tour「極夜において月は語らず」を開催。
  - 7月27日、音楽プロデューサー・蔦屋好位置の変名プロジェクト"KERENMI"の楽曲「ふぞろい feat. Tani Yuuki & ひとみ from あたらよ」にVo.ひとみがfeat.で参加しリリース。
  - 8月24日、「また夏を追う」をリリース。
  - 10月28日、「アカネチル」をリリース。
  - 12月2日、「クリスマスのよる」をリリース。
  - 12月25日、「あたらよChristmas Street Live」を渋谷北谷公園でフリーライブ開催。
  - 12月23日、「雪冴ゆる」をリリース。
- 2023年
  - 1月27日、「空蒼いまま」をリリース。
  - 2月10日、「眠れない夜を君に」をリリース。
  - 3月3日、「憂い桜」をリリース。
  - 3月12日、あたらよ「憂い桜」リリース記念 Stret Liveを渋谷北谷公園でフリーライブ開催。
  - 3月25日、あたらよ「憂い桜」リリース記念アコースティックライブをイオンレイクタウンkaze 1階光の広場でフリーライブ開催。
  - 4月13日、テレビ朝日系 木曜ドラマ『ケイジとケンジ、時々ハンジ。』のオープニングテーマ「届く、未来へ」をリリース。本作があたらよ7ヶ月連続配信となる。
  - 4月・5月、あたらよ2nd Tour「"季億の箱"～2023~ 」を開催。名古屋、大阪、東京の3都市を回る。
  - 6月2日、 映画『スパイスより愛を込めて。』の主題歌「僕らはそれを愛と呼んだ」をリリース。
  - 7月1日、映画「交換ウソ日記」主題歌、KERENMI＆あたらよ「ただ好きと言えたら」をリリース。日本屈指のプロデューサー蔦谷好位置 によるアーティスト名義KERENMIとあたらよが映画のために書き下ろしたコラボレーション楽曲。
  - 8月23日、コンセプトアルバム「季億の箱」をリリース。2022年から続けてきた季節をテーマにした連続配信曲など14曲を収録。DVD / Blu-rayには5/21に行われた「あたらよ 2nd TOUR "季億の箱"~2023~」東京公演の映像を収録。
  - 8月・9月、「季億の箱」リリース記念イベントを東京、大阪、福岡で開催。
  - 10月28日・29日、初の海外公演となった野外音楽・芸術フェスティバル「ISLAND’s LA RUE Music & Arts Festival」が台湾・高雄で開催され、ゲストとして出演。
  - 11月、あたらよ3rd Tourとなる「"季億の箱”アルバムリリースツアー in「初めての土地編」」を開催。広島、福岡、東京の3都市を回る。
  - 12月10日、イベント『TVアニメ「僕の心のヤバイやつ」FAN FESTA 2023～karte12.5 僕らは渋谷に集まった～』に出演し、「僕は...」初の生歌唱披露。「僕は...」はTVアニメ「僕の心のヤバイやつ」第2期オープニングテーマに決定している。
  - 12月23日・24日、クリスマス記念ミニライブを開催。
- 2024年
  - 1月8日、TVアニメ「僕の心のヤバイやつ」第2期オープニングテーマ「僕は...」をリリース。
  - 1月24日、「全日本高等学校・全日本中学校チアリーディング選手権大会」応援CM『ポカリスエットweb movie｜「奇跡なんて」篇』のために書き下ろされた楽曲「光れ」をリリース。
  - 2月7日、「源氏物語 恋するもののあはれ展」のために書き下ろしたテーマソング「恋するもののあはれ」をリリース。
  - 2月10日、『FM長野開局35周年記念「FM長野 Sound Storm IN RAISIN」』に出演。
  - 2月18日、「川商ハウスpresents てゲてゲハイスクールフェスティバル2024」に出演。
  - 3月、あたらよ初のアジアツアー「Atarayo First Asia Tour 2024」を開催。台北、広州、上海、杭州、東京の5都市を回る。
  - 4月13日、「THE BONDS 2024 GIGANTIC TOWN MEETING」に出演。
  - 5月4日、「JAPAN JAM 2024」BUZZ STAGEに出演。
  - 5月17日、中国杭州で開催される「西湖音乐节（XIHU MUSIC FESTIVAL）」に出演。
  - 6月、2024年6月度ストリーミング認定で「10月無口な君を忘れる」がプラチナ認定される。
  - 6月1日、「SAKAE SP-RING 2024」に出演。
  - 6月14日、「少年、風薫る」をリリース。
  - 7月31日、RPG『メメントモリ』「アムレート」のキャラクター専用ソングとして書き下ろした「realize」をリリース。
  - 8月10、「TRESURE05X 2024 - HEAT IF MOTION -」に出演。
  - 9月11日、3rd Album「朝露は木漏れ日に溶けて」をリリース。
  - 9月〜11月、　『朝露は木漏れ日に溶けて』 Album Release Tour 2024を開催。全国8都市を回る全国ツアーとなる。
  - 10月2日、カンテレ・フジテレビ系　火ドラ★イレブン「スノードロップの初恋」のエンディングテーマ「雫」をリリース。
  - 11月22日、ツアーファイナルで無料ファンクラブ「アタラモノ」の開設を発表。ファンネームが「アタラモノ」になったことも公表された。
  - 12月2日、Zepp Haneda(TOKYO)で「スノードロップの初恋presents クライマックス直前！スノ恋クリスマスパーティー」が開催され出演。
  - 12月25日、公式Instagramでクリスマス配信ライブとしてクリスマス限定アコースティックバージョンで披露し配信を行った。
- 2025年
  - 2月2日、「でらロックフェスティバル2025」名古屋に出演。
  - 3月7日、FC会員限定ライブ「アタラバ」を渋谷O-crestfで開催。
  - 4月6日、「でらロックフェスティバル2025」大阪に出演。
  - 4月13日、「でらロックフェスティバル2025」東京に出演。

## ディスコグラフィ

### 配信限定シングル
|                      | 配信日         | タイトル                                    | 規格                   | レーベル                  |
| -------------------- | -------------- | ------------------------------------------- | ---------------------- | ------------------------- |
| 1st                  | 2021年3月24日  | 10月無口な君を忘れる                        | デジタル・ダウンロード | あたらよRecords           |
| 2nd                  | 2021年4月28日  | 晴るる                                      | デジタル・ダウンロード | あたらよRecords           |
| 3rd                  | 2021年6月30日  | 8.8                                         | デジタル・ダウンロード | あたらよRecords           |
| 4th                  | 2021年8月11日  | 夏霞                                        | デジタル・ダウンロード | あたらよRecords           |
| 5th                  | 2021年9月22日  | 祥月                                        | デジタル・ダウンロード | あたらよRecords           |
| -                    | 2022年1月26日  | 「知りたくなかった、失うのなら」feat.純猥談 | デジタル・ダウンロード | A.S.A.B                   |
| 6th                  | 2022年3月2日   | 交差点                                      | デジタル・ダウンロード | A.S.A.B                   |
| 7th                  | 2022年5月4日   | 青を掬う                                    | デジタル・ダウンロード | A.S.A.B                   |
| 8th                  | 2022年8月24日  | また夏を追う                                | デジタル・ダウンロード | A.S.A.B/Atarayo Records   |
| 9th                  | 2022年10月28日 | アカネチル                                  | デジタル・ダウンロード | A.S.A.B/Atarayo Records   |
| 10th                 | 2022年11月2日  | クリスマスのよる                            | デジタル・ダウンロード | A.S.A.B/Atarayo Records   |
| 11th                 | 2022年12月23日 | 雪冴ゆる                                    | デジタル・ダウンロード | A.S.A.B/Atarayo Records   |
| 12th                 | 2023年1月27日  | 空蒼いまま                                  | デジタル・ダウンロード | A.S.A.B/Atarayo Records   |
| 13th                 | 2023年2月10日  | 眠れない夜を君に                            | デジタル・ダウンロード | A.S.A.B/Atarayo Records   |
| 14th                 | 2023年3月3日   | 憂い桜                                      | デジタル・ダウンロード | A.S.A.B/Atarayo Records   |
| 15th                 | 2023年4月13日  | 届く、未来へ                                | デジタル・ダウンロード | A.S.A.B/Atarayo Records   |
| 16th                 | 2023年6月2日   | 僕らはそれを愛と呼んだ                      | デジタル・ダウンロード | A.S.A.B/Atarayo Records   |
|                      | 2023年7月1日   | ただ好きと言えたら / KERENMI&あたらよ       | デジタル・ダウンロード | A.S.A.B                   |
| 17th                 | 2024年1月8日   | 「僕は…」                                   | デジタル・ダウンロード | A.S.A.B / Atarayo Records |
| 18th                 | 2024年1月24日  | 光れ                                        | デジタル・ダウンロード | A.S.A.B / Atarayo Records |
| 19th                 | 2024年2月7日   | 恋するもののあはれ                          | デジタル・ダウンロード | A.S.A.B / Atarayo Records |
| 20th                 | 2024年6月14日  | 少年、風薫る                                | デジタル・ダウンロード | A.S.A.B / Atarayo Records |
| 21st                 | 2024年7月31日  | realize                                     | デジタル・ダウンロード | A.S.A.B / Atarayo Records |
| 22nd                 | 2024年10月2日  | 雫                                          | デジタル・ダウンロード | A.S.A.B / Atarayo Records |
| 23rd                 | 2025年4月9日   | ツキノフネ                                  | デジタル・ダウンロード | A.S.A.B                   |
| 24th                 | 2025年4月23日  | 忘愛                                        | デジタル・ダウンロード | A.S.A.B                   |
| THE FIRST TAKE MUSIC |                |                                             |                        |                           |
| -                    | 2021年9月29日  | 10月無口な君を忘れる - From THE FIRST TAKE  | デジタル・ダウンロード | あたらよRecords           |
| -                    | 2021年10月13日 | 夏霞 - From THE FIRST TAKE                  | デジタル・ダウンロード | あたらよRecords           |

### アルバム
|                | 発売日        | タイトル               | 規格品番                                                | 収録曲 | 備考     |
| -------------- | ------------- | ---------------------- | ------------------------------------------------------- | --- | -------- |
| 1st EP         | 2021年10月4日 | 夜明け前               |                                                         | 1. 10月無口な君を忘れる 2. 夏霞 3. 晴るる 4. 祥月 5. 8.8 6. ピアス 7. 嘘つき | 配信限定 |
| 1st AL         | 2022年3月23日 | 極夜において月は語らず | RZCB-87075/6:初回生産限定盤 RZCB-87077:通常盤           | 1. 交差点（新録） 2. 夏霞 3. 極夜（新録） 4. 祥月 5. 「知りたくなかった、失うのなら」 6. 悲しいラブソング（新録） 7. 嘘つき 8. outcry（新録） 9. 52（新録） 10. 10月無口な君を忘れる 11. 差異（新録）                                       |          |
| Acoustic       | 2022年7月6日  | Acoustic Session       |                                                         | 1. 10月無口な君を忘れる (Piano ver.) 2. 夏霞 (Acoustic ver.) 3. 晴るる (Acoustic ver.) 4. 8.8 (Acoustic ver.) 5. ピアス (Acoustic ver.) 6. 祥月 (Acoustic ver.) 7. 嘘つき (Acoustic ver.) 8. 優しいエイプリルフール (demo)                  | 配信限定 |
| 2nd AL Concept | 2023年8月23日 | 季億の箱               | RZCB-87113/B:CD+DVD RZCB-87114/B:CD+BD RZCB-87115:CD    | 1. ただ好きと言えたら 2. 今夜2人だけのダンスを 3. 夏が来るたび 4. 僕らはそれを愛と呼んだ 5. また夏を追う 6. 憂い桜 7. アカネチル 8. クリスマスのよる 9. 青を掬う 10. 届く、未来へ 11. 眠れない夜を君に 12. 雪冴ゆる 13. 空蒼いまま 14. 13月 |          |
| 3rd AL         | 2024年9月11日 | 朝露は木漏れ日に溶けて | RZCB-87141B/CD+DVD RZCB-87142B/CD+Blu-ray RZCB-87143/CD | 1. 「僕は...」 2. 明け方の夏 3. リフレイン 4. realize 5. 少年、風薫る 6. 君と 7. 光れ 8. 「僕は...」(Piano Ver.) |          |
|                |               |                        |                                                         | |          |

### 参加作品
| 発売日        | タイトル                                                | 収録曲                                       |
| ------------- | ------------------------------------------------------- | -------------------------------------------- |
| 2022年7月27日 | KERENMI『ふぞろい feat. Tani Yuuki & ひとみ(あたらよ)』 | ふぞろい feat. Tani Yuuki & ひとみ(あたらよ) |

## ミュージックビデオ
| 公開日     | 監督           | 曲名                                   | 備考                             |
| ---------- | -------------- | -------------------------------------- | -------------------------------- |
| 2020/11/28 | サカグチヤマト | 10月無口な君を忘れる                   | 出演：凜子                       |
| 2021/06/12 | Shun Abe       | 晴るる                                 |                                  |
| 2021/06/30 | サカグチヤマト | 8.8                                    |                                  |
| 2021/08/11 | サカグチヤマト | 夏霞                                   | 出演：花柳のぞみ                 |
| 2021/09/22 |                | 祥月                                   | イラスト：らすく                 |
| 2021/10/04 | RIO NAKAMURA   | 嘘つき                                 | 出演：宮田秀道                   |
| 2022/01/26 | 軍司拓実       | 知りたくなかった、失うのなら           | 出演：高田里穂                   |
| 2022/03/02 |                | 交差点                                 |                                  |
| 2022/03/23 | 中山佳香       | 悲しいラブソング                       | 出演：那須ほほみ、Hidetoshi Mori |
| 2022/04/01 | 大久保拓朗     | outcry                                 | 出演：橋下美好                   |
| 2022/05/04 | 室谷惠         | 青を掬う                               |                                  |
| 2022/08/28 |                | また夏を追う                           |                                  |
| 2022/10/22 |                | 10月無口な君を忘れる Piano ver.        |                                  |
| 2022/10/29 |                | アカネチル                             |                                  |
| 2022/12/03 |                | クリスマスのよる                       |                                  |
| 2022/12/28 |                | 雪冴ゆる                               |                                  |
| 2023/03/06 |                | 憂い桜                                 | 出演：星乃夢奈、白石優愛、うの   |
| 2023/05/06 |                | 届く、未来へ                           | 出演：森愁斗                     |
| 2023/07/10 |                | ただ好きと言えたら(KERENMI & あたらよ) | 出演 : 曽田陵介、齊藤なぎさ      |
| 2023/08/23 |                | 夏が来るたび                           | 出演 : 池田朱那、辻岡甚佐        |
| 2024/01/14 |                | 「僕は...」                            |                                  |
| 2024/06/16 |                | 少年、風薫る                           |                                  |
| 2024/09/21 |                | 明け方の夏                             |                                  |
| 2024/10/25 |                | 雫                                     | 出演 : 涼那                      |
| 2025/04/18 | ウドー         | ツキノフネ                             |                                  |
| 2025/05/05 | ウドー         | 忘愛                                   | 出演：高田里穂                   |

## タイアップ一覧
| 使用年 | 曲名                   | タイアップ |
| ------ | ---------------------- | --- |
| 2021年 | 10月無口な君を忘れる   | ABEMAオリジナルドラマ『私が獣になった夜』シーズン1主題歌                                                                        |
| 2021年 | 10月無口な君を忘れる   | Spotify ブランドキャンペーン デジタルCMソング                                                                                   |
| 2022年 | outcry                 | ゲームアプリ『メメントモリ』キャラクター専用ソング(アムレート)                                                                  |
| 2022年 | 差異                   | ahamoオリジナルドラマ『きいてください、最後の曲です』エンディングテーマ                                                         |
| 2023年 | 雪冴ゆる               | ABEMA『ABEMA Prime』2月度エンディングテーマ                                                                                     |
| 2023年 | 届く、未来へ           | テレビ朝日系木曜ドラマ『ケイジとケンジ、時々ハンジ。』オープニングテーマ                                                        |
| 2023年 | 僕らはそれを愛と呼んだ | 映画『スパイスより愛を込めて。 』主題歌                                                                                         |
| 2023年 | ただ好きと言えたら     | 映画『交換ウソ日記 』主題歌 |
| 2024年 | 「僕は…」              | テレビ朝日系アニメ『僕の心のヤバイやつ』第2期オープニングテーマ                                                                 |
| 2024年 | 光れ                   | 大塚製薬 ポカリスエット「全日本高等学校・全日本中学校チアリーディング選手権大会」応援CM Webムービー『「奇跡なんて」篇』CMソング |
| 2024年 | realize                | RPG『メメントモリ』「アムレート」のキャラクター専用ソング                                                                       |
| 2024年 | 雫                     | 関西テレビ・フジテレビ系 火ドラ★イレブン『スノードロップの初恋』エンディングテーマ                                              |
| 2025年 | 忘愛                   | 関西テレビ・フジテレビ系 火ドラ★イレブン『パラレル夫婦 死んだ"僕と妻"の真実』挿入歌                                             |
| 2025年 | ツキノフネ             | テレビアニメ『暗殺教室』再放送版 エンディングテーマ                                                                             |

## 主なライブ

### ワンマンライブ・主催イベント
| 開催日                  | タイトル                                                                     | 備考 |
| ----------------------- | ---------------------------------------------------------------------------- | --- |
| 2022年5月5日〜5月22日   | あたらよ 1st Tour「極夜において月は語らず」                                  | 5/05 渋谷WWW X 5/21 梅田Shangri-La 5/22 名古屋SPADE BOX |
| 2023年4月29日〜5月21日  | あたらよ 2nd Tour「"季億の箱"~2023~」                                        | - 4/29 名古屋SPADE BOX - 4/30 梅田シャングリラ - 5/21 渋谷WWW X |
| 2023年11月11日〜29日    | あたらよ 3rd Tour 「"季億の箱" アルバムリリースツアー in「初めての土地編」」 | - 11/11 広島SECOND CRUTCH - 11/17 福岡Queblick - 11/29 下北沢Shangri-La |
| 2024年3月24日〜6月13日  | Atarayo First Asia Tour 2024                                                 | - 3/24,25 台北Legacy Taipei - 4/28 広州Tai space live - 4/30 上海Vas live house - 5/17 杭州西湖音乐节（XIHU MUSIC FESTIVAL） - 6/13 渋谷Veats Shibuya                                                  |
| 2024年10月5日〜11月22日 | 『朝露は木漏れ日に溶けて』 Album Release Tour 2024                           | - 10/5 広島SECOND CRUTCH - 10/6 岡山CRAZYMAMA 2nd Room - 10/11 福岡DRUM SON - 10/19 大阪アメリカ村DROP - 10/20 名古屋HeartLand - 11/3 仙台LIVE HOUSE enn 2nd - 11/9 金沢RED SUN - 11/22 渋谷LIQUIDROOM |

### 出演イベント
2021年
- 10月10日 - MINAMI WHEEL 2021
- 10月26日・11月16日 - 夜韻-Yoin- presents 東名阪クアトロTOUR
- 11月23日 - 今日は全部忘れて～ライブなんてどうでしょう?～
- 12月31日 - 第5回 ももいろ歌合戦

2022年
- 1月09日 - CONTACT!!
- 2月24日 - Shibuya Sound Scope vol.2
- 4月03日 - Tokyo Zero Circuit 2022
- 7月31日 - 下北沢フェスごっこ2022
- 8月20日,21日 - メタフォース2 in Shibuya Milkyway

2023年
- 2月12日 - Kiss FM KOBE × 神戸マツダイベントスクエア プレミアムライブ Vol.10
- 4月15日 - Kiss FM KOBE 主催「アコースティックフェスティバル」
- 5月6日 - JAPAN JAM
- 5月13日 - MiMiNOKOROCK FES JAPAN in 吉祥寺 2023
- 10月28日・29日 - 台湾 ISLAND’s LA RUE Music & Arts Festival

2024年
- 12月2日 - スノードロップの初恋presents クライマックス直前！スノ恋クリスマスパーティー

2025年
- 2月2日 - RAD CREATION & RAD ENTERTAINMENT presents「でらロックフェスティバル 2025」名古屋
- 4月6日 - 「でらロックフェスティバル 2025」大阪
- 4月13日 - 「でらロックフェスティバル 2025」東京